# Berni Flint
Berni Flint (Southport (Lancashire), 26 mei 1952) is een Britse zanger en songwriter, die het record heeft voor de langste aaneengesloten reeks overwinningen bij de ITV-talentenshow Opportunity Knocks.

## Carrière
Flint koesterde het record voor de langst doorlopende reeks overwinningen bij de ITV talentenjacht Opportunity Knocks. Tv-kijkers kozen de vroegere Royal Navy-matroos en ramenwasser als de beste act van de show voor 12 opeenvolgende weken begin 1977. Na te zijn gekomen tot roem door de show, genoot Flint een aantal jaren een mate van succes. Uit het oogpunt van plaatverkopen, werd het hoogtepunt van zijn carrière bereikt, toen zijn single I Don't Want to Put a Hold On You (#3) zich zes weken wist te handhaven in de Britse singlehitlijst tot 23 april 1977. Verder succes kwam in de vorm van een andere top 75-hit Southern Comfort en drie albums (1 x goud en 2 x zilver).
Tijdens de late jaren 1970 presenteerde Flint de ITV-show Pop Gospel. In 1985 was Flint een van de co-presentatoren van het ITV tv-programma Mooncat & Co.
Hoewel niet langer een commercieel artiest, ging Flint verder met regelmatige optredens en is hij nu actief in het after-dinner circuit. Zijn song I Don't Want to Put a Hold On You verscheen op het compilatiealbum 70s Dinner Party (2008).

## Discografie

### Singles
- 1977: I Don't Want to Put a Hold On You
- 1977: Southern Comfort
- 1977: If I Had Someone Like You
- 1978: Smoke Gets in Your Eyes
- 1979: Dusk Till Dawn
- 1979: Only Me
- 1980: Don't Laugh At Me (Cause I'm a Fool)
- 1983: A Daisy a Day - Bernie Flint met The Children of Freehold Community School, Oldham

### Albums
- 1977: I Don't Want to Put a Hold On You
- 1978: Early Morning Rain
- 1979: Just Like a Movie
- 2009: Opportunity Strikes Twice

- Biblioteca Nacional de España: XX6004861
- International Standard Name Identifier: 0000 0000 5144 9538
- Library of Congress Control Number: no2008107542
- MusicBrainz: e9f6a536-d634-48c4-ae04-c35080127a3e
- Virtual International Authority File: 41657055
- WorldCat: E39PBJdRyDRCmFJf8cH46rFh73